# Liste der größten Unternehmen in der Türkei
Die Liste der größten Unternehmen in der Türkei enthält die von den Wirtschaftsmagazinen Forbes Magazine und „Dinar Standard“ veröffentlichten größten Unternehmen in der Türkei.

## Größte börsennotierte Unternehmen
Die Rangfolge der jährlich erscheinenden Liste Forbes Global 2000, der 2000 größten börsennotierten Unternehmen der Welt, errechnet sich aus einer Kombination von Umsatz, Nettogewinn, (Aktiva und Marktwert). Dabei wurden die Platzierungen der Unternehmen in den gleich gewichteten Kategorien zu einem Rang zusammengezählt. In der Tabelle aufgeführt sind auch der Hauptsitz, Mitarbeiterzahl und die Branche. Die Zahlen sind in Milliarden US-Dollar angegeben und beziehen sich auf das Geschäftsjahr 2020.
| Forbes 2000 | Name                   | Hauptsitz | Umsatz (Mrd. $) | Gewinn (Mrd. $) | Mitarbeiter | Branche           |
| ----------- | ---------------------- | --------- | --------------- | --------------- | ----------- | ----------------- |
| 589.        | Koç Holding            | Istanbul  | 20,5            | 1,3             | 100.641     | Mischkonzern      |
| 673.        | Türkiye İş Bankası     | Istanbul  | 13,7            | 1,0             | 24.570      | Banken            |
| 804.        | VakıfBank              | Ankara    | 7,9             | 1,1             | 17.825      | Banken            |
| 871.        | Garanti Bank           | Istanbul  | 7,2             | 0,9             | 21.910      | Banken            |
| 891.        | Sabancı Holding        | Istanbul  | 8,8             | 0,7             | 63.412      | Mischkonzern      |
| 971.        | Halk Bankası           | Ankara    | 7,7             | 0,5             | 17.104      | Banken            |
| 1006.       | Akbank                 | Istanbul  | 5,7             | 0,9             | 12.459      | Banken            |
| 1766.       | Ford Otosan            | Istanbul  | 7,0             | 0,6             | 12.517      | Automobile        |
| 1938.       | Turkish Airlines       | Istanbul  | 6,6             | −0,8            | 37.896      | Fluggesellschaft  |
|             | Erdemir                | Zonguldak | 5,41            | 1,1             | 11.975      | Stahl             |
|             | Turkcell               | Istanbul  | 4,72            | 0,5             | 16.649      | Telekommunikation |
|             | Enka Insaat ve Sanayi  | Istanbul  | 3,50            | 0,6             | 31.237      | Bauhauptgewerbe   |
|             | Türk Telekom           | Ankara    | 5,23            | 0,4             | 34.147      | Telekommunikation |
|             | Anadolu Efes           | Istanbul  | 4,8             | 1,4             | 19.852      | Brauerei          |
|             | BIM Birlelik Magazalar | Istanbul  | 5,5             | 0,2             | 20.922      | Einzelhandel      |
|             | TÜPRAŞ                 | İzmit     | 14,19           | 0,58            |             | Öl und Gas        |
|             | Doğan Holding          | Istanbul  | 8,50            | 0,63            |             | Medien            |
|             | Petrol Ofisi           | Istanbul  | 9,66            | 0,16            |             | Öl und Gas        |

## Größte Unternehmen nach Umsatz
Die Rangfolge richtet sich nach der vom Wirtschaftsmagazin „Dinar Standard“ in der Liste „DS100 – Top 100 Companies of the Muslim World“ veröffentlichten 100 umsatzstärksten Unternehmen in den Mitgliedsländern der Organisation der Islamischen Konferenz. Aufgeführt sind auch der Hauptsitz und die Branche. Die Zahlen sind in Milliarden US-Dollar angegeben und beziehen sich auf das Geschäftsjahr 2012.
| Rang | Rang DS100 | Name                       | Hauptsitz | Umsatz (Mrd. $) | Branche           |
| ---- | ---------- | -------------------------- | --------- | --------------- | ----------------- |
| 1.   | 12.        | Koç Holding                | Istanbul  | 45.354          | Mischkonzern      |
| 2.   | 22.        | Sabancı Holding            | Istanbul  | 13.418          | Mischkonzern      |
| 3.   | 29.        | İşbank                     | Istanbul  | 9.310           | Bank              |
| 4.   | 32.        | T.C. Ziraat Bankası        | Ankara    | 8.271           | Bank              |
| 5.   | 37.        | Eczacıbaşı Holding         | Istanbul  | 6.876           | Mischkonzern      |
| 6.   | 41.        | Türk Telekom               |           | 6.545           |                   |
| 7.   | 43.        | Turkish Airlines           | Istanbul  | 6.529           | Fluggesellschaft  |
| 8.   | 45.        | Yıldız Holding/Ülker       |           | 6.255           | Lebensmittel      |
| 9.   | 56.        | Elektrik Üretim            | Ankara    | 5.610           | Versorger         |
| 10.  | 58.        | Doğuş Holding              | Istanbul  | 5.486           | Mischkonzern      |
| 11.  | 68.        | Turkcell                   | Istanbul  | 5.170           | Telekommunikation |
| 12.  | 69.        | Enka Insaat ve Sanayi A.S. | Istanbul  | 5.037           | Bauhauptgewerbe   |
| 13.  | 71.        | Erdemir                    | Zonguldak | 4.929           | Stahl             |
| 14.  | 74.        | Halkbank                   | Ankara    | 4.765           | Bank              |
| 15.  | 79.        | VakıfBank                  | Ankara    | 4.512           | Bank              |
| 16.  | 81.        | BİM                        | Ankara    | 4.523           | Handel            |
| 17.  | 88.        | Borusan                    | Istanbul  | 4.266           | Mischkonzern      |
| 18.  | 91.        | Tofaş                      |           | 4.019           | Automotive        |
| 19.  | 95.        | Vestel Group               | Manisa    | 3.855           | Technologie       |